# Ehrenmal für die im Zuchthaus Brandenburg-Görden hingerichteten antifaschistischen Widerstandskämpfer

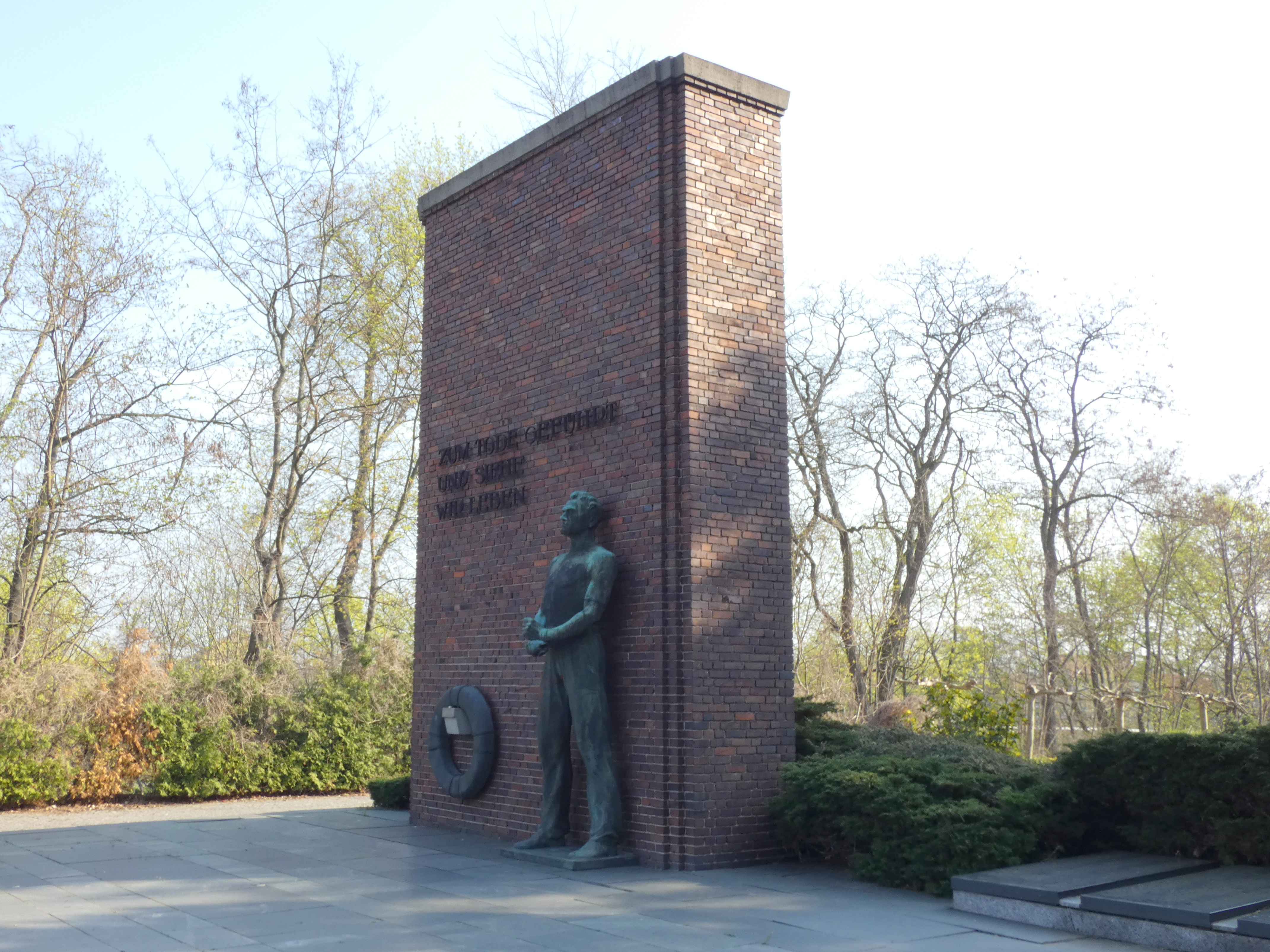
Teilansicht des Ehrenmals

Das Ehrenmal für die im Zuchthaus Brandenburg-Görden hingerichteten antifaschistischen Widerstandskämpfer ist in Brandenburg an der Havel eine Gedenkstätte und ein Ehrenfriedhof für die im Zuchthaus Brandenburg-Görden durch die Nationalsozialisten ermordeten Antifaschisten. Das nordwestlich der historischen Altstadt am nordwestlichen Fuß des Marienbergs gelegene Ehrenmal erinnert inzwischen zusammen mit weiteren dort errichteten Denkmälern auch an andere Opfer von Krieg und Gewalt. Das Ehrenmal ist Teil des Baudenkmals Marienberg.

## Geschichte
Im Zuchthaus Brandenburg-Görden waren in der Zeit des Nationalsozialismus vorwiegend politische Gefangene, Sicherungsverwahrte, zum Tode Verurteilte und Gefangene mit teilweise lebenslangen Freiheitsstrafen inhaftiert. 1940 wurde dort auch eine Hinrichtungsstätte installiert. die zusammen mit dem Strafgefängnis Plötzensee die „zentrale Hinrichtungsstätte für den Vollstreckungsbezirk IV“ bildete. Zwischen dem 1. August 1940 und dem 20. April 1945 wurden hier 2032 Männer aus ganz Europa hingerichtet. Die Leichname der meisten im Zuchthaus durch Enthauptung mit dem Fallbeil hingerichteten Personen wurden auf den Marienberg gebracht und im städtischen Krematorium verbrannt. Die Urnen ließen die Anstaltsbetreiber an verschiedenen Stellen auf dem umliegenden Friedhof vergraben.
Bereits bald nach dem Ende des NS-Regimes wurden einige dieser Urnen exhumiert und nach Identifizierung in die Heimatorte der betreffenden Personen zurückgebracht. So wurde noch 1945 die Urne Werner Seelenbinders nach Berlin in den Werner-Seelenbinder-Sportpark überführt, und im Sommer 1946 wurden die Urnen weiterer antifaschistischer Widerstandskämpfer  auf den Berliner Zentralfriedhof Friedrichsfelde gebracht, wo sie schließlich in der Gedenkstätte der Sozialisten bestattet wurden.
Im Jahr 1947 wurde das heutige Ehrenmal für die im Zuchthaus Brandenburg-Görden hingerichteten Personen errichtet. Der Entwurf der Anlage stammt vom Bildhauer Andreas Treyne. Das Ehrenmal wurde unmittelbar westlich des städtischen Krematoriums angelegt. Das wesentliche und noch heute klar erkennbare Gestaltungselement des Mahnmals ist eine gärtnerisch gestaltete Sichtachse, die am Krematorium ihren Ausgang nimmt und von dort aus rund 200 Meter nach Westen führt. In genau dieser Richtung liegt, rund fünf Kilometer vom Marienberg entfernt, das Zuchthaus Brandenburg-Görden, und so sollte die historische Verbindung zwischen der Haftanstalt und dem Krematorium veranschaulicht werden. In der Mitte der Sichtachse wurde eine acht Meter hohe Gedenkwand aus roten Klinkern errichtet, vor der die Bronzeskulptur Der Gefesselte einen Platz erhielt. Die Skulptur stammt aus der Werkstatt von Andreas Treyne. Unmittelbar hinter dieser Gedenkwand wurde ein Gräberfeld angelegt, auf dem eine Reihe von 96 Grabplatten die Namen jener 365 Ermordeten nennt, deren Asche in Brandenburg blieb und zur  Gedenkstätte umgesetzt werden. Eine größere Zahl von Urnen, etwa 1450, wurde den Heimatländern der Opfer übergeben. Zahlreiche ehemalige Häftlinge, hochrangige Politiker sowie Abordnungen aus Schulen und Betrieben wohnten 1947 der Einweihungsfeier für das Ehrenmal bei. Am westlichen Ende des Ehrenmals befindet sich der 1975 für Gedenkfeiern und Kundgebungen hinzugefügte Versammlungsplatz, der gleichzeitig auch das westliche Ende der Sichtachse bildet. 
Im seit 1960 hinter der Gedenkwand angelegten Ehrenhain für die Verfolgten des Nationalsozialismus (VdN-Ehrenhain) wurden „antifaschistische Widerstandskämpfer, verdienstvolle Parteiveteranen und Aktivisten der ersten Stunde“ beigesetzt, die meist nicht hier im Zuchthaus inhaftiert waren. Einige Opfer des NS-Regimes, die dort nicht begraben liegen, erhielten symbolische Gedenktafeln, wie u. a. Gertrud Piter.
Auf Initiative einer französischen Widerstandsorganisation (Fédération national des Déportés du travail) wurde 1965 ein Granit-Gedenkstein eingeweiht, der umgekommene französische Widerstandskämpfer und Zwangsarbeiter in Brandenburgischen Rüstungsbetrieben ehrt. Dieser Stein, 1994 umgestürzt, wurde restauriert und neu aufgestellt. Nach diesem Vorbild sorgten dann auch Italiener und andere ausländische Organisationen für die Aufstellung weiterer Gedenksteine.
Im Jahr 1975 wurde das Ehrenmal erweitert und umgestaltet, besonders durch die Schaffung eines  Versammlungsplatzes für Massenkundgebungen mit bis zu 100.000 Teilnehmenden. Seitlich rechts der acht Meter hohen Gedenkwand wurde, ebenfalls aus roten Klinkern, eine flachere Mauer mit der Skulptur einer steinernen Schwurhand der Brandenburger Bildhauerin Monika Spiess errichtet. Ein Abguss dieser Schwurhand wurde auch in der Haftanstalt Görden aufgestellt, in der es seit 1949 Gedenkräume gibt. Sie gehören heute als Gedenkstätte Zuchthaus Brandenburg-Görden zur Stiftung Brandenburgische Gedenkstätten. Ebenfalls 1975 wurden diese Räumlichkeiten im Zuge der Feierlichkeiten zum 30. Jahrestages der Befreiung des Zuchthauses durch die Rote Armee grundlegend umgestaltet, so dass sich der Schwerpunkt des Gedenkens zunehmend vom Marienberg nach Görden verlagerte. 
In den 1980er bis 1990er Jahren sollte das Ehrenmal auf dem Marienberg zu einer Nationalen Mahn- und Gedenkstätte der DDR mit angeschlossenem Forschungszentrum ausgebaut werden. Den formellen Beschluss zu diesem Projekt fasste der Ministerrat der DDR am 10. Juni 1987.  Eine Rolle hierbei mag gespielt haben, dass Erich Honecker selbst von 1937 bis 1945 im Zuchthaus Brandenburg-Görden inhaftiert gewesen war. Infolge des Ministerratsbeschlusses wurde die Stadtverwaltung angehalten, die für dieses Projekt benötigten Flächen rasch durch so bezeichnete „Umverlagerungen“ zur Verfügung zu stellen. Im Auftrag des Ministeriums für Kultur  ließ die Stadtverwaltung deshalb 824 Verstorbene aus dem seinerzeit so genannten „Terrorfeld“ exhumieren und zusammen mit 26 Urnen umbetten. Nach der deutschen Wiedervereinigung wurden diese Pläne nicht weiter verfolgt.
Seit dem Jahr 2000 erfuhren der Friedhof und die Gedenkstätten auf dem Marienberg durch mehrere im Bereich des Ehrenmals neu aufgestellte Monumente noch einmal eine Umgestaltung. Vermutlich 1940 war auf dem Friedhof um das Krematorium ein Gräberfeld für Angehörige der Wehrmacht, der Polizei, der SS und der Hitlerjugend angelegt worden, in dem 240 Verstorbene in Einzelgräbern bestattet wurden. Nach 1945 wurde die Kennzeichnung der Einzelgräber aufgehoben. Zum Volkstrauertag des Jahres 2000 wurde in der Mitte dieses Gräberfeldes eine Gedenkstele aufgestellt. 2006 wurden die nicht mehr markierten Gräber  rekonstruiert, so dass nun auch Erinnerungsorte für gefallene Wehrmachtssoldaten, Zivilpersonen und Vertriebene aus den ehemaligen deutschen Ostgebieten auf dem Friedhof vorhanden sind.
Eine (vorläufig) letzte Ergänzung erfuhr das Ehrenmal mit der Einweihung eines Gedenksteins für die Opfer von Weltkrieg, Vertreibung und Deportation, initiiert vom Bund der Vertriebenen und der Stadtverwaltung Brandenburgs.

## Beschreibung des Ehrenmals
Zentrales Element der Gedenkstätte ist die große rote Klinkerwand, welche die Zuchthausmauer symbolisieren soll. Die davor aufgestellte Figur stellt einen Widerstandskämpfer dar, der mit gefesselten Händen, nacktem Oberkörper und einer  Häftlingshose bekleidet zur Hinrichtung geführt wird. Neben diesem befindet sich ein bronzener Trauerkranz. Auf der Vorderseite der Wand steht in großen metallenen Lettern: 

„ZUM TODE GEFÜHRT
UND SIEHE
WIR LEBEN“

Auf der Rückseite der Wand befindet sich als weitere Inschrift: 

„IHR KAMPF
IST UNS
VERPFLICHTUNG“

Links und der Wand vorgelagert befindet sich eine Schale der Ehrenden Flamme, in deren Inschrift der zwölf Nationalitäten der Ermordeten gedacht wird: 

„WIDERSTANDSKÄMPFER • BELGIER • DEUTSCHE • FRANZOSEN • GRIECHEN • ITALIENER • JUGOSLAWEN • NIEDERLÄNDER • NORWEGER • ÖSTERREICHER • POLEN • SOWJETBÜRGER • TSCHECHOSLOWAKEN“

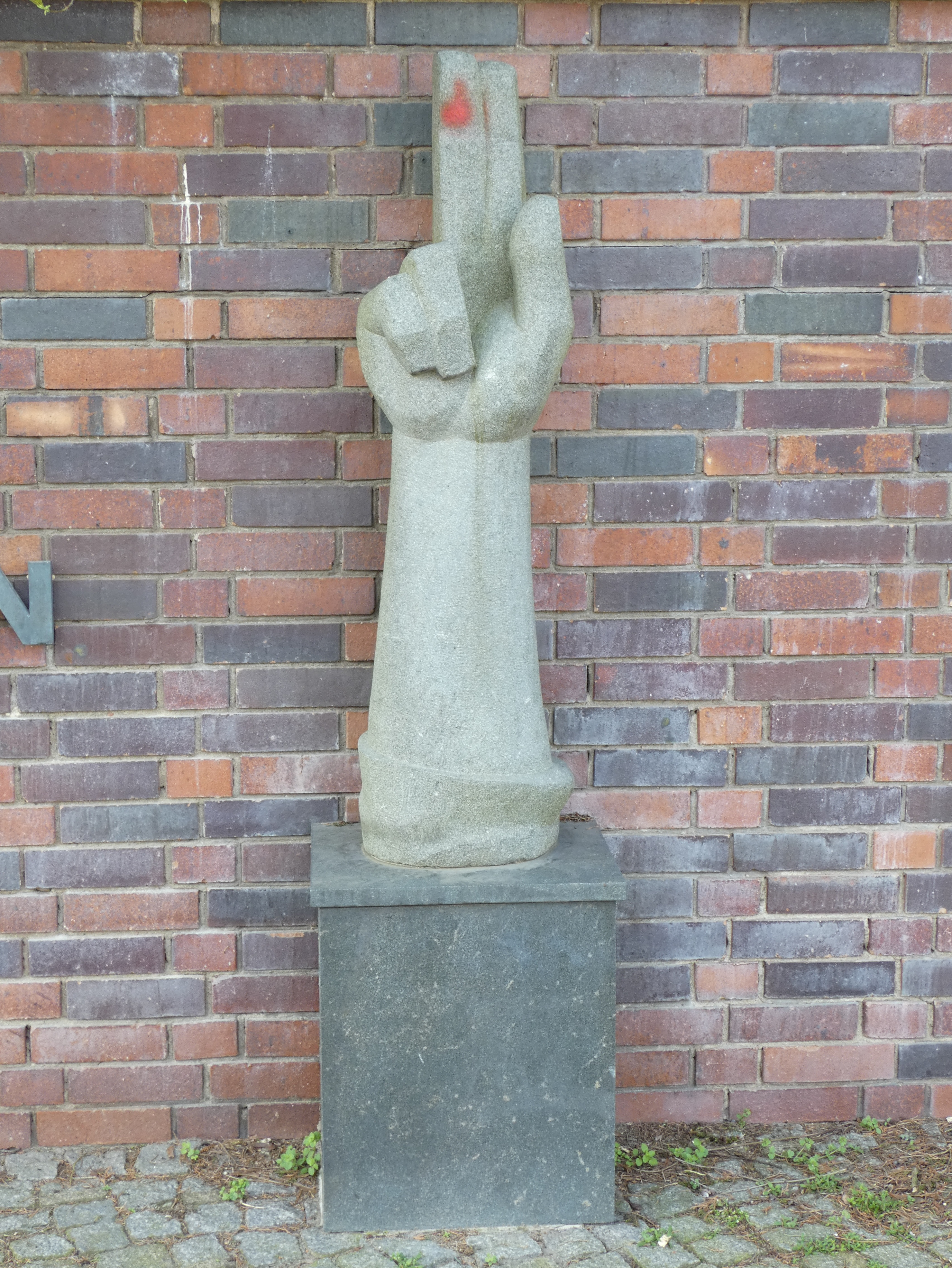
Schwurhand der Bildhauerin Monika Spiess

Seitlich rechts steht eine flachere Mauer aus ebenfalls roten Klinkern mit einer weiteren Inschrift, welche durch eine steinerne Schwurhand der Bildhauerin Monika Spiess zweigeteilt ist: 

„EHRENDES GEDENKEN
DEN ANTIFASCHISTISCHEN WIDERSTANDSKÄMPFERN,
DIE IM EHEMALIGEN ZUCHTHAUS
BRANDENBURG-GÖRDEN ERMORDET WURDEN

ZU DEN ERMORDETEN
GEHÖREN DIE HERVORRAGENDEN KÄMPFER
ANTON SAEFKOW BERNHARD BÄSTLEIN
THEODOR NEUBAUER WERNER SEELENBINDER“

Zum Volkstrauertag des Jahres 2000 wurde in der Mitte des vermutlich 1940 angelegten Gräberfeldes für Angehörige der Wehrmacht, der Polizei, der SS und der Hitlerjugend eine Gedenkstele aufgestellt. Dieser Gedenkstein  bezieht diese Gefallenen (vor allem im Lazarett verstorbene Soldaten und Tote aus den Reihen der Hitlerjugend) mit ein und trägt die folgende Inschrift:

„Gedenket der Opfer der Kriege und der Gewaltherrschaft,
Versöhnung und Frieden mögen die Botschaft dieses Ortes sein.“